# Tomme d'Arles
La tomme d'Arles est un fromage français, une spécialité de  Camargue. Elle est fabriquée depuis 1923.

## Fabrication
C'est un fromage à pâte molle fabriqué artisanalement à base de lait de brebis dans des moules ronds, par une vingtaine de producteurs dont la plupart se situent dans les régions d'Avignon et de Nîmes. Il possède une pâte fraîche blanche et souple, parfumée aux herbes de Provence,. Cette tomme ronde au départ, prend lors de son affinage une forme rectangulaire, les fromages étant stockés côte à côte. Cette brique a alors 5 à 6 centimètres de côté et une épaisseur de 1,5 centimètre. Lors de sa commercialisation, elle est recouverte d'une feuille de laurier.

## Dégustation
La tomme accompagne des salades de crudités. Autrefois conservée dans des toiles de jute, elle se consomme de nos jours fraîche ou séchée. Sa production est assez irrégulière puisqu'elle oscille entre une et deux tonnes par an. On le trouve sur les marchés de Provence, les crémiers, épiciers et restaurateurs de la région.

### Saisons conseillées
On peut consommer cette tomme après les agnelages soit au printemps et à l'automne.